# Sarah Francis
Pour les articles homonymes, voir Francis.
Sarah Francis, née le 11 janvier 1938 à Londres, est une hautboïste anglaise.

## Biographie
Elle a étudié au RCM avec Terence MacDonagh (en), qui a eu une influence décisive dans sa manière de jouer. Elle a poursuivi ses études à Paris avec Pierre Pierlot.

## Discographie
Concertos
- Rutland Boughton, Concerto pour hautbois no 1 – Sarah Francis, hautbois ; Royal Philharmonic Orchestra, dir. Vernon Handley (21-22 décembre 1988, Hyperion) (OCLC 22245716) — Avec la Symphonie no 3.
- Krommer, Mozart, Concertos pour hautbois – Sarah Francis, hautbois ; The London Mozart Players, dir. Howard Shelley (21-23 juin 1990, Hyperion) (OCLC 836611680)
- Telemann, Concertos pour hautbois – Sarah Francis, hautbois et hautbois d'amour ; London Harpsichord Ensemble (13-15 janvier 1992/5-7 janvier 1993, 2 CD Unicorn DKP 9128 et 9131)
- Vanhal, Quatuors concertants pour hautbois et trio à cordes, op. 7 – Sarah Francis ; Trio à cordes Tagore (1999, Hyperion) (OCLC 1283632315)

Musique de chambre
- Bax, Holst, Moeran, Gordon Jacob : Quintettes et quatuor avec hautbois – Sarah Francis, hautbois ; English String Quartet (7-9 mai 1984, Chandos) (OCLC 22410250)
- Rubbra, Howells, Harty, Rutland Boughton : Musique pour hautbois – Sarah Francis, hautbois ; Peter Dickinson, piano ; Quatuor Rasumovsky (11-12 juin 1985/31 octobre 1996, Hyperion A66206) (OCLC 42859854)
- Crusell, Kreutzer, Reicha : Quintettes avec hautbois – Sarah Francis, hautbois ; Quatuor Allegri (1986, Hyperion CDA 66143) (OCLC 42303757)
- Musique anglaise pour hautbois : Gordon Crosse, Stephen Dodgson, Peter Dickinson, Gordon Jacob, Herbert Howells – Sarah Francis, hautbois ; Rohan de Saram, violoncelle ; Peter Dickinson, piano ; Trio à cordes Tagore (12 juin 1985, 28-30 avril 2014, Heritage) (OCLC 958653484)
- Krommer, Quintettes & quatuors avec hautbois – Sarah Francis ; Trio à cordes Tagore (août 2004, Regis RRC 1201)